# Limfom
Limfomul sau cancerul limfatic este un grup de tumori ale celulelor sangvine ce se dezvoltă din limfocite. Acest termen este utilizat uneori ca și referent pentru celulele canceroase și nu pentru toate tipurile de tumori.

## Simptome
Simptomele pot include, printre altele: nod/noduli limfatic/i mărit/ți nedureroși în general, febră, transpirații, mâncărimi, pierderea în greutate și oboseală. Transpirațiile nocturne sunt mai comune.

## Clasificare
Cele două tipuri principale sunt reprezentate de limfomul Hodgkin (LH) și limfomul non-Hodgkin (LNH), alături de încă alte două, mielomul multiplu și boli imunoproliferative, incluse de asemenea în categorie de către Organizația Mondială a Sănătății (OMS). Limfomul Non-Hodgkin apare la circa 90% dintre cazuri și include un număr mare de sub-tipuri. Limfoamele fac parte dintr-un număr mai larg de neoplasme numite tumori ale țesuturilor hematopoietice și limfoide.

## Cauze și diagnostic
Factorii de risc pentru LH includ: infecții cu virusul Epstein–Barr și îmbolnăvirea altor membri ai familiei. Factorii de risc pentru LNH includ: bolile autoimune, HIV/SIDA, infecții cu virusul uman limfotrop pentru celulele T (HTLV-I), consumul unei cantități mari de carne și grăsime, medicația imunosupresoare și unele pesticide. Acestea sunt diagnosticate, de obicei, prin sânge, urină și testarea măduvei spinării. O biopsie a unui nod limfatic poate fi, de asemenea, utilă. Imagistica medicală poate fi efectuată apoi pentru a stabili dacă și unde s-a extins cancerul. Acesta se poate extinde la mai multe organe, incluzând: plămânii, ficatul și creierul.

## Tratament și prognoză
Tratamentul poate implica o combinație de chimioterapie, terapie prin radiații, terapie țintită și chirurgie. În LNH, sângele poate deveni atât de gros de la proteine, încât este necesară o procedură numită plasmafereză. Monitorizarea atentă poate fi mai adecvată pentru anumite tipuri. Unele dintre ele sunt vindecabile. Per ansamblu, în Statele Unite ale Americii, rata de supraviețuire de cinci ani pentru LH este de 85%, în timp ce pentru LNH este de 69%.

## Epidemiologia
La nivel global, limfoamele au apărut la 566.000 de oameni în 2012 și au cauzat 305.000 de decese. Acestea însumează un total de 3–4% din toate tipurile de cancer, devenind ca și grup  a șaptea cea mai comună formă de cancer. La copii, acestea sunt pe locul trei pentru cea mai uzuală formă de cancer. Apar mai des în țările dezvoltate decât în țările în curs de dezvoltare.